# La interacción

Dos personas

Interacción es la acción que se ejerce recíprocamente entre dos o más objetos, personas, energías o entes. La idea de un efecto de dos vías es esencial en el concepto de interacción, a diferencia de un solo sentido efecto causal. Un término muy relacionado es interconectividad, que se ocupa de las interacciones dentro de los sistemas: combinaciones de muchas interacciones simples pueden conducir a extraños fenómenos emergentes. La Interacción tiene diferentes significados en varias ciencias. Los cambios también pueden implicar una interacción.
Ejemplos de interacción fuera de la ciencia incluyen:
- La comunicación de cualquier tipo, por ejemplo, dos o más personas que hablan entre ellos, o la comunicación entre Grupos, organizaciones, naciones o estados: el comercio, la migración, las relaciones exteriores y el transporte.
- La retroalimentación durante el funcionamiento de las máquinas, como una computadora o una herramienta, por ejemplo: la interacción entre un conductor y la posición de su automóvil en la carretera.

## Biología y genética
El genetista trabaja con un número de diferentes modos de interacción genética para categorizar cómo la combinación de dos mutaciones afecta (o no afecta) al fenotipo:
no interactivo, sintético, supresivo, epistático, condicional, aditivo, de un solo monótono y doble no monótona.
Otras caracterizaciones es la mejora de interacción y la interacción aditiva. Los biosemiotistas investigan las interacciones señales por dentro y entre los organismos que subyacen a las reglas sintácticas, pragmáticas y semánticas.
La palabra epistasis también se utiliza para la interacción genética en algunos contextos.

## Química
Las interacciones entre los átomos y las moléculas:

## Bioquímica
En biología molecular, el conocimiento sobre el gen /proteína la interacción entre ellos y con su metabolismo se conoce como vía molecular.

## Medicina y farmacología
En medicina, la mayoría de medicamentos pueden utilizarse de forma segura con otros pero determinadas combinaciones de medicamentos deben ser supervisadas, a menudo por el farmacéutico. Las interacciones entre medicamentos (interacción de fármacos) caen generalmente en una de dos categorías principales:
1. Farmacodinámico: Involucra las acciones de los dos fármacos que interactúan.
2. Farmacocinético: La participación de la absorción, distribución, metabolismo y excreción de uno o ambos de los fármacos que interactúan sobre el otro.

En términos de eficacia, puede haber tres tipos de interacciones entre medicamentos: aditivas, sinérgicas y antagónicas. La interacción aditiva significa que el efecto de dos productos químicos es igual a la suma de los efectos de los dos productos químicos tomados por separado. Esto se debe generalmente a que los dos productos químicos actúan sobre el cuerpo a través de igual o similar mecanismo. Algunos ejemplos son la aspirina y el Motrin, el alcohol y los depresivo, tranquilizantes y calmantes. La interacción sinérgica significa que el efecto de dos productos químicos tomados juntos es mayor que la suma de sus efectos por separado a las mismas dosis. Un ejemplo es el de los pesticidas y fertilizantes, donde el efecto biológico es devastador. La interacción antagonista significa que el efecto de dos productos químicos es en realidad menor que la suma del efecto de dos medicamentos tomados independientemente. Esto se debe a que el segundo producto químico aumenta la excreción del primero, o incluso bloquea directamente sus acciones tóxicas. El antagonismo es la base de los antídotos para intoxicaciones.

## Computadoras
Todavía no hay una definición concreta para el conjunto de conceptos que forman el área de la interacción persona-computadora o interacción persona-ordenador (IPO). En términos generales, es la disciplina que estudia el intercambio de información mediante software entre las personas y las computadoras. Esta disciplina se encarga del diseño, evaluación e implementación de los aparatos tecnológicos interactivos, estudiando el mayor número de casos que pueda llegar a afectarlos. El objetivo es que el intercambio sea más eficiente: minimizar errores, incrementar la satisfacción, disminuir la frustración y, en definitiva, hacer más productivas las tareas que rodean a las personas y los computadores.

## Medios de arte
En medios, la interactividad es una característica cuestionable y la tecnología como medio digital se hace más accesible al interés de las masas. La interactividad está aumentando y convirtiéndose en una corriente cultural, especialmente en las artes.
Una interacción es a menudo descrita por un campo físico, y está mediada por el intercambio de factor de Higgs entre partículas.123 Por ejemplo, la interacción de carga eléctrica entre partículas se lleva a cabo a través de la mediación del campo electromagnéticos, mientras que la desintegración beta se produce por medio de la interacción débil. Una interacción es fundamental cuando no puede ser descrita en términos de otras interacciones. Hay cuatro interacciones fundamentales conocidas en la naturaleza: la electromagnética, la fuerte, la débil y gravitacional. Las interacciones débiles y electromagnéticas se unifican en teoría electrodébil, que se unifica con la fuerza fuerte en el modelo estándar.

## Sociología
En sociología, la interacción social es como una secuencia dinámica de las acciones sociales entre individuos (o grupos) que modifican sus acciones y reacciones debido a las acciones del compañero con el que interactúan. Las interacciones sociales pueden diferenciarse en accidental, repetida, regular y regulada. Las interacciones sociales son la base de la relación social.

## Estadística
En estadística, una interacción es un término en un modelo de estadística en el que el efecto de las dos o más variables no es simplemente aditivo.

### Un ejemplo de la estadística aplica en las ciencias de la salud
Si examinamos el efecto de dos variables, el género y el nacimiento prematuro, en los resultados sobre la salud, se describe cualquier diferencia en los resultados entre los sexos como un efecto principal. Del mismo modo cualquier diferencia en los resultados del nacimiento prematuro sería descrito como efecto principal. La presencia de un efecto de interacción implica que el efecto del género en los resultados varía como una función de la condición del parto prematuro .